# グレース観光
 グレース観光株式会社（グレースかんこう）は、東京都で貸切バス・高速バス事業を展開する運輸事業者である。

## 沿革
- 2008年7月…会社設立。
- 2009年4月…千葉県成田市にて事業開始。同年11月、本社を東京都内に移転。
- 2013年8月…一般乗合旅客自動車運送業認可。従来運行していた都市間ツアーバス「グレースライナー」が高速乗合バスに移行。
- 2016年10月…本社を足立区に移転。子会社のティー・ワイ・プロジェクトを設立し、自動車整備事業に参入。
- 2017年3月…DDTプロレスリングと業務提携を締結[1]。
- 2024年3月…大阪堺営業所を開設。同月7日より関西〜福岡便を運行開始[2]。

## 高速乗合バス

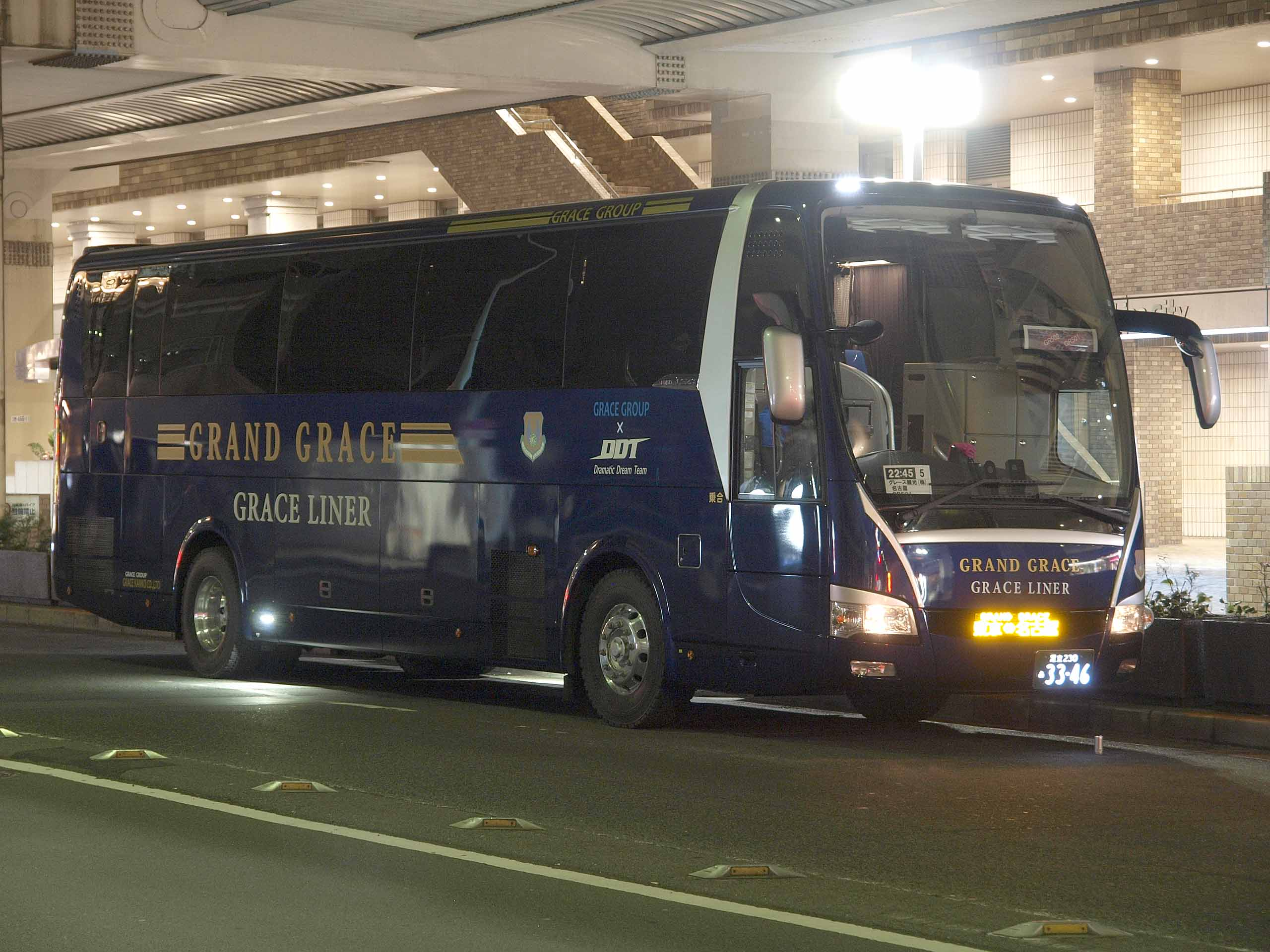
「グレースライナー」GRAND GRACE専用車の例（三菱ふそう・エアロクイーン）

東京都内を起点に、関西・名古屋の2系統と関西〜福岡間の1系統を運行。高速乗合バス移行前は子会社のグレーストラベルインターナショナルが主催する都市間ツアーバスであった。
- 池袋・新宿 - 京都・大阪梅田・なんば（夜行）
- 池袋・新宿・八王子・横浜YCAT - 名古屋（昼行・夜行）
- 博多 - 大阪梅田・なんば（夜行）

## 事業所
- 本社
  - 東京都足立区入谷7丁目18-18
- 車庫
  - 埼玉県川口市領家1-14-14
- 成田空港営業所
  - 千葉県成田市多良貝245-1011
- 大阪堺営業所
  - 大阪府堺市美原区小寺425-4

## 車両
スーパーハイデッカー車及びハイデッカー車を保有。現在運行中の夜行高速バス「グレースライナー」のうち、「GRAND GRACE」は新車導入された4列シート・電源コンセント装備のスーパーハイデッカー車及びハイデッカー車、「PREMIUM GRACE」は3列シート・電源コンセント装備車両で運行される。会社設立初期の貸切車や3列シート車は中古車両が主体で大宇自動車・ネオプラン製のバスを保有していた時期もある。
保有車両はDDTプロレス代表の高木三四郎にちなみ、車両ナンバーの下三桁を「346」に統一しているのが特徴。